# Prosta piosenka
Prosta piosenka – album studyjny polskiej piosenkarki Martyny Jakubowicz. Wydawnictwo ukazało się 18 marca 2016 nakładem wytwórni muzycznej Universal Music Polska.
Pod względem muzycznym płyta łączy w sobie przede wszystkim folk.
Album znalazł się na 43. miejscu polskiej listy sprzedaży – OLiS.
Album został laureatem Fryderyka w kategorii Album roku – muzyka korzeni.

## Lista utworów
Opracowano na podstawie materiału źródłowego.
1. „Jestem niby hak” – 3:27
2. „Kota na kolanach mam” – 3:19
3. „Macherzy od pieniędzy” – 3:47
4. „Rzeka miłości, morze radości, ocean szczęścia” (gościnnie: Kortez) – 3:42
5. „Mój czas ucieka” – 3:53
6. „Wielka słabość” – 3:19
7. „Rządzi zło” – 5:18
8. „Fiolety” – 3:24
9. „Busz a la blues” – 2:50
10. „Ja płonę” (gościnnie: Wojciech Waglewski) – 4:27

## Pozycja na liście sprzedaży
| Kraj   | Lista         | Najwyższa pozycja |
| ------ | ------------- | ----------------- |
| Polska | OLiS – albumy | 43                |